# David Rome
Pour les articles homonymes, voir Rome (homonymie).
David Rome  (1911-1996) était un écrivain, historien et archiviste montréalais d'origine lituanienne qui a publié beaucoup d'articles sur la culture juive au Québec. Avec Jacques Langlais, il s'est montré critique du nationalisme de Lionel Groulx.

## Biographie
Né à Vilnius, Lituanie, en 1910, David Rome est arrivé avec ses parents à Vancouver, à l'âge de 11 ans, il s'installe à Montréal à la fin des années 1930. En 1942, il a été engagé comme attaché de presse par le Congrès juif canadien (CJC). De 1953 à 1972, il a été directeur de la Bibliothèque publique juive; par la suite, il a été archiviste au CJC. David Rome est décédé à Montréal en 1996.

## Distinctions
- 1987 - Chevalier de l'Ordre national du Québec